# Dane Rudhyar
Dane Rudhyar, născut sub numele de Daniel Chennevière,  (n. 23 martie 1895, Paris - 13 septembrie 1985, San Francisco) a fost și un compozitor, pictor și fondatorul astrologiei umaniste.

## Biografie
Născut la Paris în 1895, el a ajuns în America spre sfârșitul anului 1916. Anul următor, compozițiile sale muzicale erau interpretate la New York împreună cu lucrări ale lui Erik Satie și ale altor compozitori francezi, în prima reprezentație din America a muzicii politonale disonante. El a devenit interesat de astrologie în 1920 și a combinat acest interes cu studii ale filosofiilor orientale și, după 1930, cu psihologia lui Carl Jung.

## Traduceri în limba română
- Astrologia personalității. O reformulare a conceptelor și a idealurilor astrologice exprimată în termenii psihologiei și a filozofiei contemporane,  Cu o prefață de Charles Harvey, Traducere din limba engleză: Claudiu Pănculescu, Editura Herald, Colecția Frontiere, București, 2009, 416 p., 978-973-111-075-2